# Ryan Zapolski
Ryan Zapolski (* 11. November 1986 in Erie, Pennsylvania) ist ein US-amerikanischer Eishockeytorwart, der zuletzt bei den Vienna Capitals in der österreichischen Eishockey-Liga unter Vertrag stand. 

## Karriere
Zapolski begann seine Karriere in der Saison 2005/06 bei den Mahoning Valley Phantoms in der Juniorenliga North American Hockey League, wo er in seiner zweiten Spielzeit mit 92,9 % die beste Fangquote der Liga verzeichnen konnte. Zwischen 2007 und 2011 stand er für die Universitätsmannschaft des Mercyhurst College in der Atlantic Hockey, welche in den Spielbetrieb der NCAA eingegliedert ist, auf dem Eis. 

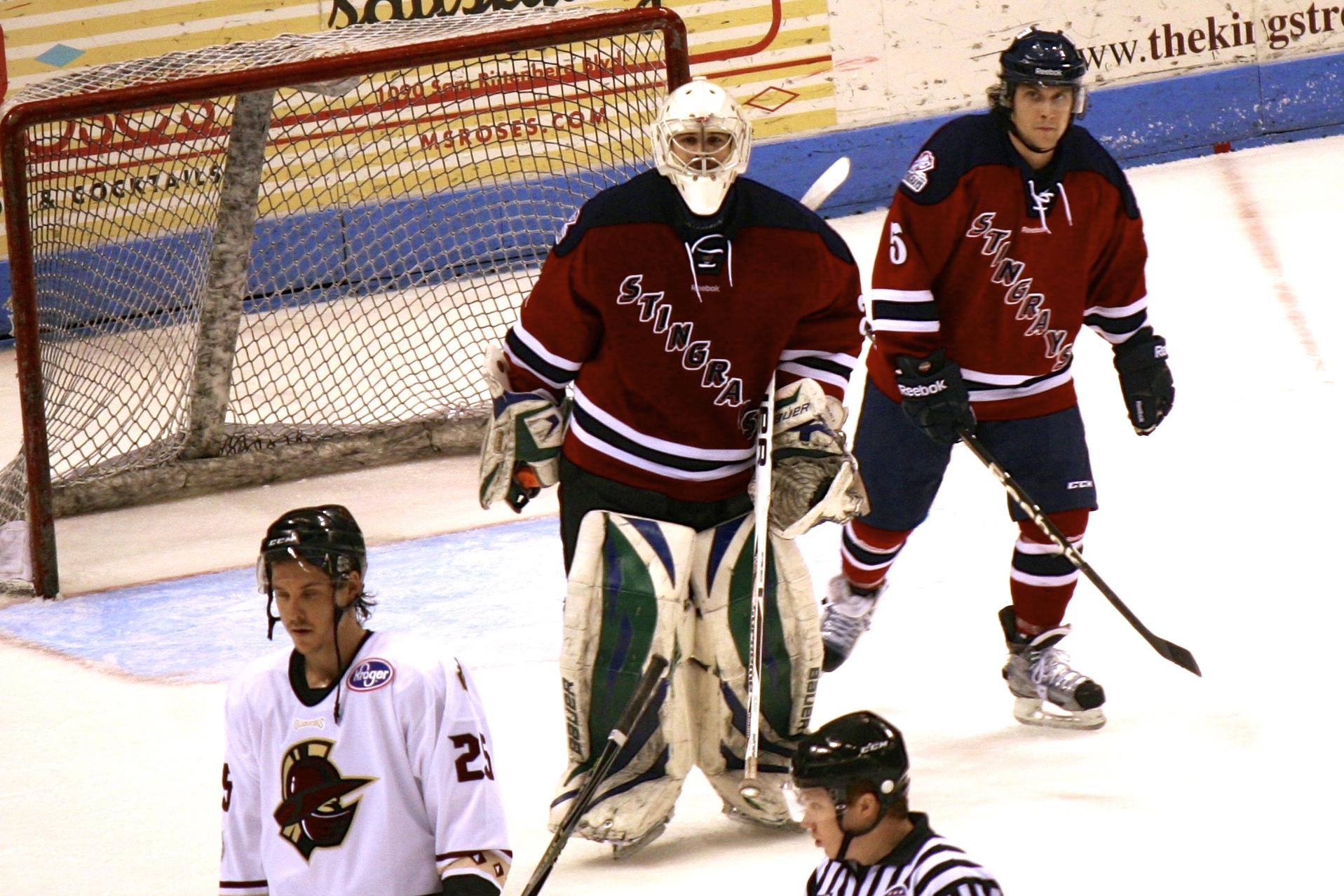
Ryan Zapolski (Mitte) im Trikot der South Carolina Stingrays

Im April 2011 wurde der US-Amerikaner von den Florida Everblades verpflichtet, für die er jedoch bis zum Ende der Saison 2010/11 lediglich eine Partie in den Play-offs der ECHL bestritt. Das folgende Jahr war für den Torhüter von vielen Vereinswechseln geprägt, so stand er ab September 2011 zunächst bei den Stockton Thunder unter Vertrag, wurde jedoch ohne einen Einsatz bereits einen Monat später innerhalb der Liga zu den Kalamazoo Wings transferiert. Nach nur einer Partie wurde Zapolski freigestellt und schloss sich im November 2011 den Toledo Walleye an, für die er als Ersatztorwart ebenfalls lediglich zwei Partien absolvierte. Im Februar 2012 wechselte er zu den Gwinnett Gladiators und hütete dort bis zum Saisonende in insgesamt 12 Spielen das Tor. 
Kurz nach Beginn der Spielzeit 2012/13 wurde der Linksfänger an die South Carolina Stingrays abgegeben und konnte sich dort mit überzeugenden Auftritten als Stammtorhüter etablieren. Mit einer Fangquote von 94,2 % sowie einem Gegentorschnitt von 1,64 war Zapolski der Torhüter des Jahres in der ECHL und wurde weiterhin als wertvollster Spieler (MVP) und erfolgreichster Rookie der Liga ausgezeichnet. Nach Saisonende in der ECHL hatte er kurzzeitig zwei Leihengagements bei den Wilkes-Barre/Scranton Penguins und den Milwaukee Admirals aus der American Hockey League, blieb jedoch bei beiden Klubs ohne Einsatz.
Im Sommer 2013 entschied sich Zapolski für einen Wechsel nach Europa und unterschrieb einen Probevertrag bei Rauman Lukko in der finnischen Liiga. Einen Monat nach Beginn der Saison 2013/14 erhielt er einen festen Kontrakt und war mit seinen Leistungen maßgeblich beteiligt am Einzug seiner Mannschaft ins Play-off-Halbfinale, wo man jedoch den Espoo Blues unterlag und anschließend im Spiel um Platz 3 gegen Saimaan Pallo gewann. In der folgenden Spielzeit konnte der US-Amerikaner an seine Leistungen aus dem Vorjahr anknüpfen, scheiterte jedoch mit Lukko erneut im Halbfinale der Play-offs gegen JYP Jyväskylä. Zwischen April 2016 und Juni 2019 stand Zapolski bei Jokerit Helsinki aus der Kontinentalen Hockey-Liga unter Vertrag und war Stammtorhüter der Joker. Im Juli 2019 gaben die Vienna Capitals aus der Erste Bank Eishockey Liga seine Verpflichtung bekannt.

### International
International vertrat Zapolski sein Heimatland bei den Olympischen Winterspielen 2018 und belegte dort mit der Mannschaft, die ohne NHL-Spieler antrat, den siebten Platz. Er absolvierte dabei jede Spielminute für die US-amerikanische Auswahl.

## Erfolge und Auszeichnungen
- 2013 ECHL Goaltender of the Year
- 2013 ECHL Rookie of the Year
- 2013 ECHL Most Valuable Player
- 2013 ECHL First All-Star Team

## Karrierestatistik
(Legende zur Torhüterstatistik: GP oder Sp = Spiele insgesamt; W oder S = Siege; L oder N = Niederlagen; T oder U oder OT = Unentschieden oder Overtime- bzw. Shootout-Niederlage; Min. = Minuten; SOG oder SaT = Schüsse aufs Tor; GA oder GT = Gegentore; SO = Shutouts; GAA oder GTS = Gegentorschnitt; Sv% oder SVS% = Fangquote; EN = Empty Net Goal; 1 Play-downs/Relegation; Kursiv: Statistik nicht vollständig)